# Meine Kita
Meine Kita – Das didacta Magazin für die frühe Bildung ist eine Fachzeitschrift für Beschäftigte in der Elementarpädagogik und thematisiert insbesondere die Arbeits- und Lebenswelt der Erzieher. Es erscheint vierteljährlich seit 2011 mit einer Auflage von 48.000 Exemplaren. Es wird kostenlos an Kitas in Deutschland versandt. Herausgeber des Magazins ist die Didacta Ausstellungs- und Verlagsgesellschaft mbH in Darmstadt. Chefredakteur ist Wassilios E. Fthenakis. Redaktion ist die AVR Agentur für Werbung und Produktion GmbH in München. Meine Kita wird auf der didacta Messe verteilt. 

## Rezeption
Die Arbeitsgemeinschaft für Kinder- und Jugendhilfe und die Fachstelle für Internationale Jugendarbeit der Bundesrepublik Deutschland IJAB führen Meine Kita in ihrem Jugendhilfeportal auf.
Meine Kita wird auch mehrfach in Fachveröffentlichungen zitiert.

## Website
- Website der Zeitschrift